# Рокаджовине
Рокаджо̀вине (на италиански: Roccagiovine, на местен диалект само Rocca, Рока) е село и община в Централна Италия, провинция Рим, регион Лацио. Разположено е на 520 m надморска височина. Населението на общината е 290 души (към 2010 г.).